# Untereppenried
Untereppenried ist ein Ortsteil des Marktes Winklarn (Verwaltungsgemeinschaft Oberviechtach) im Oberpfälzer Landkreis Schwandorf in Bayern und liegt in der Region Oberpfalz-Nord.

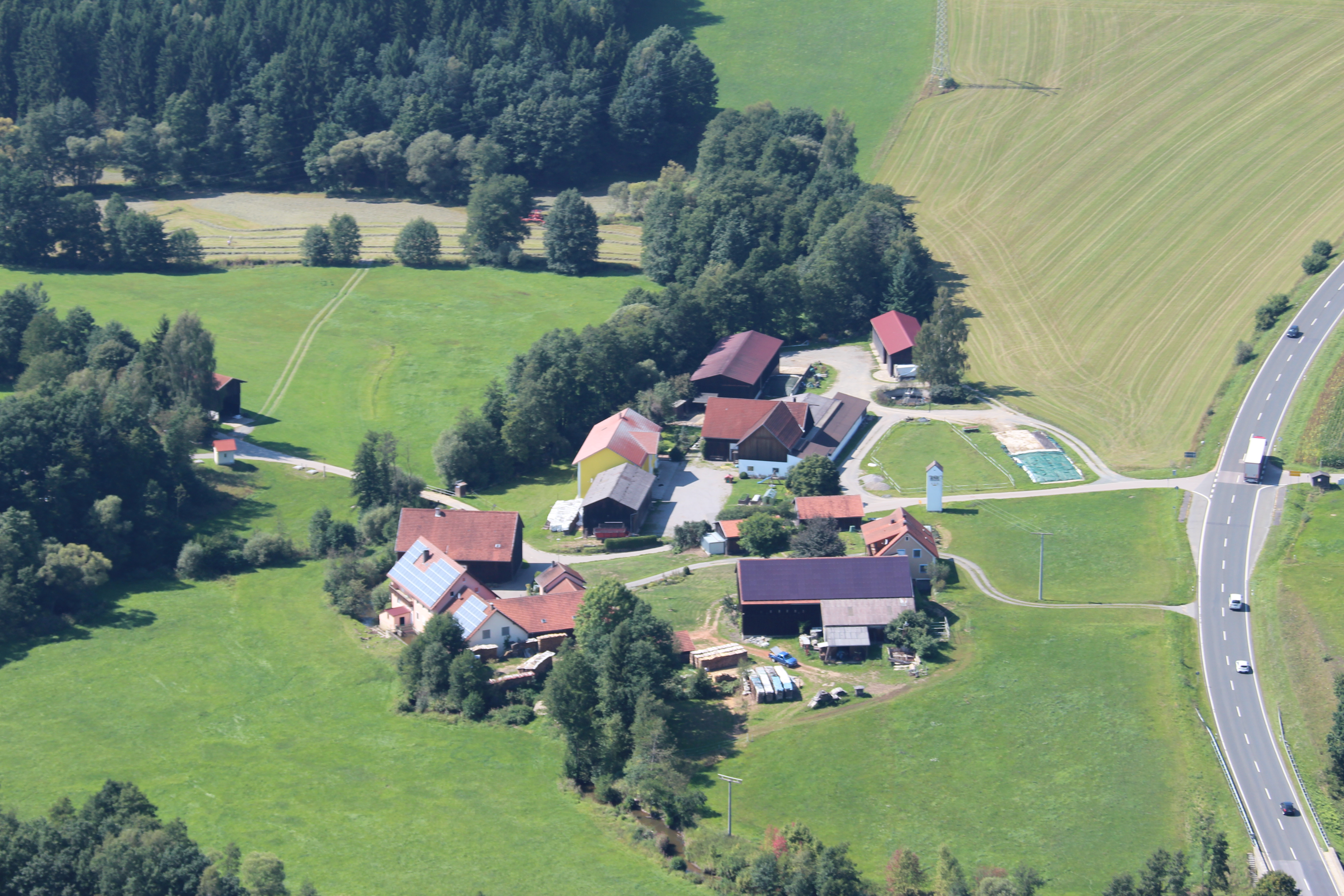
Untereppenried (2017)

## Geografie
Untereppenried liegt im Naturpark Oberpfälzer Wald, etwa 2 km östlich vom Kernort Winklarn entfernt
am Ufer der Ascha und an der südlichen Seite der Bundesstraße 22.
Nachbarorte sind im Norden Obereppenried, im Südosten Winklarn, im Süden Zengeröd
und im Nordwesten Forst.

## Geschichte
Eppenried, später geteilt in Untereppenried südlich der B22 und Obereppenried nördlich der B22, wird im Musterungsprotokoll von 1587 erstmals schriftlich erwähnt.
Anfang des 19. Jahrhunderts gehörte Untereppenried zum Patrimonialgericht Thannstein.
Zum Stichtag 23. März 1913 (Osterfest) wurde Eppenried, bestehend aus Untereppenried und Obereppenried, als Teil der Pfarrei Winklarn mit 12 Häusern und 72 Einwohnern aufgeführt.
Am 31. Dezember 1990 hatte Untereppenried 16 Einwohner und gehörte zur Pfarrei Winklarn.